# Bařice-Velké Těšany
Bařice-Velké Těšany – gmina w Czechach, w powiecie Kromieryż, w kraju zlińskim. Według danych z dnia 1 stycznia 2012 liczyła 432 mieszkańców.
Dzieli się na dwie części:
- Bařice
- Velké Těšany